# Application Services Library
Die Application Services Library (ASL) ist eine gemeinfreie Sammlung von Leitlinien für das Application-Management von bestehenden Software-Anwendungen bzw. der Gesamtheit von Anwendungen im Unternehmen.
Software-Anwendungen werden mit der Einführung in der Regel in die Wartung gegeben. Wartung heißt hier (ähnlich anderer technischer Konstrukte, wie z. B. einem Pkw), dass die Software instand gehalten werden muss oder für neue fachliche oder technische Anforderungen weiterentwickelt werden muss (s. a. Software-Lebenszyklus). Alle damit verbundenen Prozesse werden mit dem Begriff „(operatives) Application-Management“ zusammengefasst.
Die Application Services Library beschreibt darüber hinaus die notwendigen Prozesse in der Application-Management durchführenden Organisation, also der unternehmensinternen IT-Abteilung oder dem externen IT-Dienstleister (Management und Weiterentwicklung der APM-Organisation).

## Überblick

### Definition „Application-Management“ nach ASL
„Pflege, Wartung und Erweiterung von Anwendungen (Applikationen)“ als operative und strategische Aufgabe; d. h. sowohl die Betreuung einer Anwendung im laufenden operativen Betrieb, die Wartung im Sinne von technischen Weiterentwicklungen als auch die Erweiterung von Anwendungen im Sinne von neuen fachlichen Komponenten und Entwicklung einer langfristigen IT-Strategie passend zur jeweiligen Organisationsstrategie.

### Geschichte
ASL wurde Ende der 1990er Jahre in den Niederlanden entwickelt und steht seit 2002 in Public-Domain-Lizenz frei zur Verfügung. Die ASL-BiSL-Foundation kümmert sich als Stiftung um die (einheitliche) Weiterentwicklung und um Zusammenstellung von Erfolgsmethoden (Best Practices) zur Durchführung des Application-Managements.

### Application-Management als Teil des IT-Managements
Die Application Services Library ordnet das Application-Management bzw. die APM-Organisation zwischen den Fachbereichen der Unternehmen (bzw. dem Business-Information-Management) und dem Betrieb der Anwendungen im Rechenzentrum IT-Infrastruktur-Management ein.
Das Unternehmen erwartet Prozessunterstützung von der IT und stellt Anforderungen an die IT, an die im Unternehmen vorhandenen Softwareanwendungen (Applikations-Landschaft) bzw. an eine konkrete Softwareanwendung und findet im APM die Ansprechpartner, die sowohl die laufenden (bestehenden) Anwendungen fachlich und technisch kennen und verstehen, als auch die Prozessbedürfnisse des Fachbereichs bzw. der jeweiligen Branche.
Auf der anderen Seite steht der Betrieb der Anwendungen im Rechenzentrum (IT-Infrastrukturmanagement). Hier wird dem Anwender diese Anwendung zur Benutzung zur Verfügung gestellt, also ein entsprechender Service („Betrieb der Anwendung“) als Dienstleistung bereitgestellt.
Dementsprechend hat die ASL-Schnittstellen zum fachlichen Management des Unternehmens (z. B. via BiSL (Business-Information-Service-Library)) und zum Betrieb der Anwendung (z. B. via ITIL).
Das Application-Management kann sowohl intern (also durch Abteilungen des Unternehmens), als auch extern (durch einen IT-Dienstleister) durchgeführt werden. Durch die Trennung in Prozessbereiche sind auch Mischformen möglich, wie z. B. IT-Strategie im Unternehmen, operatives Application-Management beim IT-Dienstleister.

### ASL und ITIL
ASL wurde entwickelt, weil ITIL auf das IT-Infrastruktur-Management (und damit den Betrieb einer Anwendung im Rechenzentrum) gerichtet ist.
ASL hat den Fokus auf die einzelne Software-Anwendung und das Applikationsportfolio, während ITIL die Konzentration auf dem IT-Service- und IT-Infrastruktur-Management (Erbringung eines definierten operativen IT-Services) hat. ASL ist das Gegenstück zu ITIL auf Seiten der Anwendung bzw. der Anwendungsentwicklung. ASL ist über definierte Prozessschnittstellen mit ITIL verbunden.

### Kritik
Die ASL ist (wie viele) Rahmenkonzepte auf einem hohen Abstraktionsniveau. Die einzelnen Prozessgruppen müssen erst in eigener Arbeit auf die jeweiligen Bedürfnisse runter gebrochen werden. Dadurch kann es auch zu unterschiedlichen Interpretationen und Missverständnissen kommen.
Die ASL ist zwar gemeinfrei („public domain“), die Informationen sind aber im Wesentlichen in der Literatur zu finden. Ebenso ist kein Stand der Entwicklung bzw. der Weiterentwicklung erkennbar; insgesamt fehlt der „Anwendung ASL“ selbst sozusagen das Application-Management.
Die ASL ist noch relativ neu und könnte in Teilen noch weiter reifen.

## Die Prozessbereiche

### Operatives Application-Management
Die Anwendung und der zugehörige Fachbereich bzw. die fachliche Benutzer des Systems werden durch das operative Application-Management betreut. Alle Themen aus dem laufenden Betrieb der Anwendung müssen (operativ) gelöst werden, ggf. in der Weiterentwicklung der Anwendung einschließlich der zugehörigen Releasemanagementprozesse. Für das operative Application-Management bedarf es deshalb einer großen technischen und fachlichen Nähe zur Anwendung (Kenntnis des Quelltextes des Programms und Kenntnis des fachlichen Umfelds).

### Strategisches Application-Management
Im Sinne einer langfristigen Strategie des Unternehmens betrachtet das strategische Application-Management den Lebenszyklus der Anwendung, d. h. die rechtzeitige Migration in neue Software. Oder auch das Auslaufen der Anwendung und Integration der fachlichen Anforderungen in andere Anwendungen.
Das strategische Application-Management ordnet jede Anwendung in Bezug auf andere Anwendungen im Unternehmen (IT-Landschaft) und verwaltet damit auch das Applikations-Portfolio eines Unternehmens. Dazu gehören auch strategische Themen der Weiterentwicklung aller Anwendungen im Unternehmen, wie z. B. Java oder kein Java, Weiterbetrieb von Legacy-Komponenten wie Cobol und Mainframe oder deren Ersatz durch modernere Technologie, Monolith vs. Client-Server-Modell etc.
Analog zur Strategie der Applikationen (bzw. der Technologie) werden im Prozessbereich „strategisches Application-Management“ die strategische Weiterentwicklung der Application-Management Organisation betrachtet.

### Managementprozesse
Dazwischen gelagerte Managementprozesse sind das Bindeglied zwischen dem operativen und dem strategischen Application-Management und haben sowohl steuernden als auch unterstützenden Charakter.

## Die Prozessbereiche im Detail

### Wartung/Maintenance (operatives Application-Management)
Die Wartung der Anwendung mit Kenntnissen des Quelltextes des Programms (Programmcode) ist Ansprechpartner für den Anwendungs-Betrieb; dementsprechend sind die Subprozessbereiche analog zu ITIL: Incident-Management, Availability-Management, Configuration-Management, Capacity-Management, Continuity-Management.
Die Wartung ist das zentrale Bindeglied zwischen dem Betrieb der Anwendung und den Fachbereichen des Unternehmens. Von besonderer Bedeutung dabei ist das Incident-Management, also die Steuerung aller Anfragen zur Anwendung (Ausfall, lange Antwortzeiten, unerwartete Ergebnisse, Bugs, Änderungsanforderungen/Change Requests, …).

### Erweiterung und Erneuerung/renovation and enhancement (operatives Application-Management)
Aus den o. g. Anfragen können Anforderungen für die fachliche (oder technische) Erweiterung oder Erneuerung der Anwendung folgen. Letztendlich ein „Kleinprojekt“, welches aber in einer bestehenden Umgebung (Releasestände, Softwareentwicklungsumgebungen, Versionsverwaltung etc.) durchgeführt werden muss – zudem sozusagen „am offenen Herzen“ (dafür gibt es dann aber auch Entwicklungs-, Test-, Integrations- und Produktionsumgebungen, die auch noch zu verwalten sind).

### Koordinationsprozesse im operativen Application-Management
Die Anfragen und Weiterentwicklungen müssen koordiniert werden, insbesondere wenn – wie normalerweise der Fall – noch Schnittstellen zu anderen Anwendungen innerhalb und außerhalb des Unternehmens zu berücksichtigen sind. Im Vieleck Kunde, Application-Management, IT-Infrastruktur-Management, mehrere Mandanten, Fehlerbehebungs- und Weiterentwicklungsreleases, Abhängigkeiten zu anderen Anwendungen etc. sind das Veränderungsmanagement (Changemanagement) und das Software Control & Distribution (Releasemanagement) wesentliche Prozesse und Rollen des operativen Applikationsmanagements.

### Application-Cycle-Management (strategisches Application-Management)
In der langfristigen Sicht ändern sich Technologien und Anforderungen grundlegend. Die IT muss dem Rechnung tragen und ebenso wie das Unternehmen langfristig denken. Das Application-Cycle-Management betrachtet das Applikationsportfolio, also die IT-Landschaft einer Unternehmung und plant langfristige Architekturänderungen („Bebauungsplan“). In der nahen Sicht obliegt dem Application-Cycle-Management auch das Budgetmanagement für kurz- und langfristige Projekte.

### Organisation-Cycle-Management (strategisches Application-Management)
Mit den Technologien ändern sich auch die Anforderungen an die Organisation, die das Application-Management durchführt. Einerseits ändern sich die Anforderungen von außen, dementsprechend muss das Angebot an den (internen oder externen) Markt geplant werden. Um diese Anforderungen erfüllen zu können, bedarf es der richtigen Aufbau- und Ablauforganisation, d. h. das richtige Personal (insbes. im Sinne von Qualifikation) und den zur Technologie passenden Prozessen.

### Qualitätsmanagement (Management Prozess)
Alle laufenden Prozesse müssen parallel qualitätsgesichert werden. Einerseits im Sinne des Ergebnisses andererseits aber auch in der Überprüfung der gewählten Prozesse. Ziel soll sein, in einem kontinuierlichen Verbesserungsprozess (plan-do-check-act) das Application-Management stetig zu verbessern.

### Service-Level-Management (Management-Prozess)
Alle Leistungen, die die APM-Organisation anbietet sind letztendlich Services für einen internen oder externen Kunden. Diese Services unterliegen einem Service Level Agreement (SLA), also einer Vereinbarung mit dem Kunden, in der die Leistungsgüte geregelt ist (Zeiten, Reaktionszeiten, gegenseitige Erwartungen und Pflichten etc.). Das Service-Level-Management erarbeitet SLAs (die die APM-Organisation auch sinnvoll anbieten kann) und erstellt Berichte über bestehenden Leistungen, um Probleme rechtzeitig zu erkennen, bevor es zu Verletzung von SLAs kommt.

### Kostenmanagement (Management-Prozess)
Auch (oder gerade) das Application-Management obliegt dem Kostendruck und muss letztendlich dem Kunden und der APM-Organisation einen Mehrwert bringen, der sich wirtschaftlich als Gewinn (oder Verlust <> Mehrwert) ausdrückt.

### Planung- und Steuerung (Management-Prozess)
Diese Prozessgruppe bildet das Management der APM-Organisation ab. Das Management plant und steuert alle o. g. Prozessbereiche. Es ist verantwortlich für die Umsetzung der strategische Vorgaben gemeinsam mit den vorhandenen Personal und der Weiterentwicklung der Application-Management-Organisation.